# Maissau
Maissau là một đô thị thuộc huyện Hollabrunn trong bang Niederösterreich, ở nước Áo. Đô thị này có diện tích 43,14 km², dân số năm 2001 là 1855 người.